# Ermita de San Roque (Sanlúcar de Barrameda)
La ermita de San Roque fue un templo católico situado en el municipio español de Sanlúcar de Barrameda, en la andaluza provincia de Cádiz. El lugar de su antigua ubicación parte del Conjunto histórico-artístico y de la Ciudad-convento de Sanlúcar de Barrameda.
Teniendo en cuenta que San Roque es protector de los contagiados por epidemias y que la primera mención a la cuesta de San Roque (junto a la ermita) es del año 1592, Velázquez-Gaztelu supone que la ermita pudo fundarse entre 1580 y 1584, periodo en que se produjo en Sanlúcar una terrible epidemia. En 1641 se estableció en la ermita una comunidad de Carmelitas Descalzos, que permaneció en ella hasta 1661, en que se trasladaron a una nueva ubicación. Durante este periodo esa comunidad carmelita fue conocida como Convento y religiosos de San Roque.

## Enlaces texteros
- ROMERO DORADO, Antonio Manuel."El culto a San Roque en Sanlúcar de Barrameda: aspectos históricos y artísticos". El Rincón malillo. Anuario del Centro de Estudios de la Costa Noroeste de Cádiz. N.º 4. Sanlúcar de Barrameda. 2014. ISSN 2173-870X. Págs. 33-40.

- Datos: Q5836205